# Jaera (Jaera) sarsi
Jaera (Jaera) sarsi là một loài chân đều trong họ Janiridae. Loài này được Valkanov miêu tả khoa học năm 1936.